# Stazione di Genova San Quirico
La stazione di Genova San Quirico è una stazione ferroviaria posta sulla linea Succursale dei Giovi aperta nel 1889.

## Storia

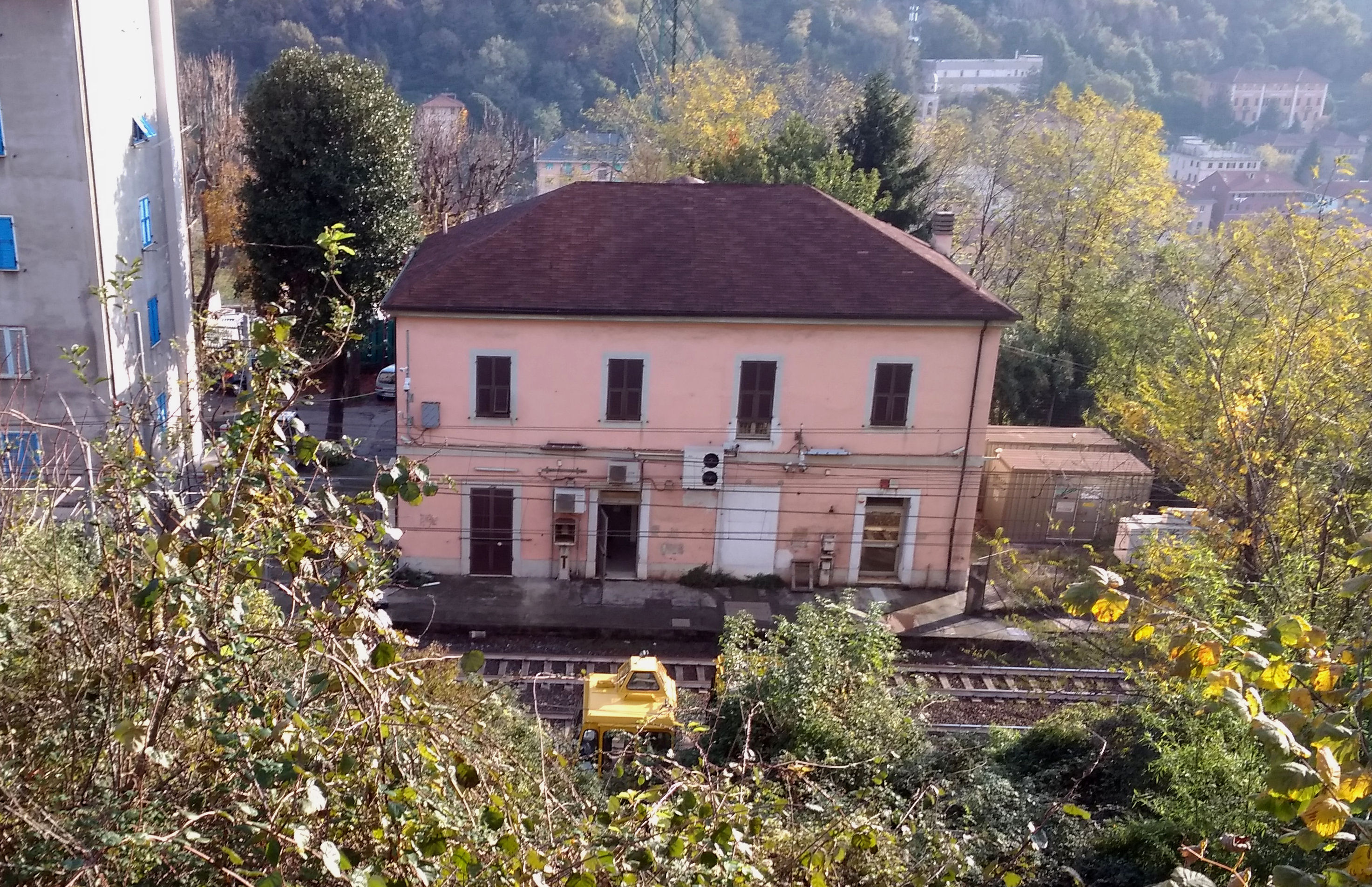
La stazione nel 2021

Fino al 1926 era denominata semplicemente "San Quirico"; in tale anno, in conseguenza dell'aggregazione a Genova dei comuni limitrofi, assunse la nuova denominazione di "Genova San Quirico".
Nel 1966 la stazione risultava ancora servita da una coppia di treni passeggeri, in seguito venne chiusa al servizio passeggeri.
Sul fronte opposto, sempre nel quartiere di San Quirico, nel 2005 è stata inaugurata la stazione di Genova San Biagio.

## Movimento
Al 2025 la stazione, pur formalmente attiva, non è servita da alcun treno, tanto da non essere nemmeno segnalata sull'orario ufficiale di Trenitalia.